# Кочетова, Анна Александровна
А́нна Алекса́ндровна Ко́четова (род. 4 мая 1987 года, Волгоград) — российская гандболистка, игрок «Астраханочки» и сборной России, мастер спорта международного класса.

## Биография
Гандболом занимается с детства, мать Анны — тренер по гандболу. С 2002 года играла в команде «Динамо» (до 2004 года называлась — «Динамо-Аква», с 2014 «Динамо-Синара»).
Чемпионка России (2009, 2010, 2011, 2012, 2013, 2014), многократный призёр чемпионатов России, обладательница Кубка ЕГФ (2008). В 2015 году была признана MVP чемпионата РФ сезона 2014/2015. В 2009—2010 разделила третье место в списке лучших бомбардиров женской гандбольной Лиги чемпионов, в 2014—2015 году была четвёртой в аналогичном списке.
На чемпионате мира 2009 года не сыграла из-за того, что перед турниром попала в автоаварию.
В составе сборной России участвовала в чемпионате Европы 2010 года. После него отказалась играть за сборную. Однако в 2015 году вернулась в сборную и помогла команде пройти на чемпионат мира.
Летом 2016 года родила сына. В январе 2017 года вернулась к официальным играм в клубе . С сезона 2017/2018 выступала за Астраханочку, где была капитаном команды. В составе сборной принимала участие в чемпионате мира 2017 года (где была капитаном команды) и чемпионате Европы 2018 года (серебряные медали).
В 2020 году объявила о завершении карьеры.